# Совет регентства Франции
Совет регентства — исторический институт, существовавший во Франции в различные периоды, когда король был неспособен управлять страной из-за малолетства, болезни, отсутствия или других причин. Регентство осуществлялось либо одним регентом, либо советом регентов, которые временно выполняли функции монарха.

## История

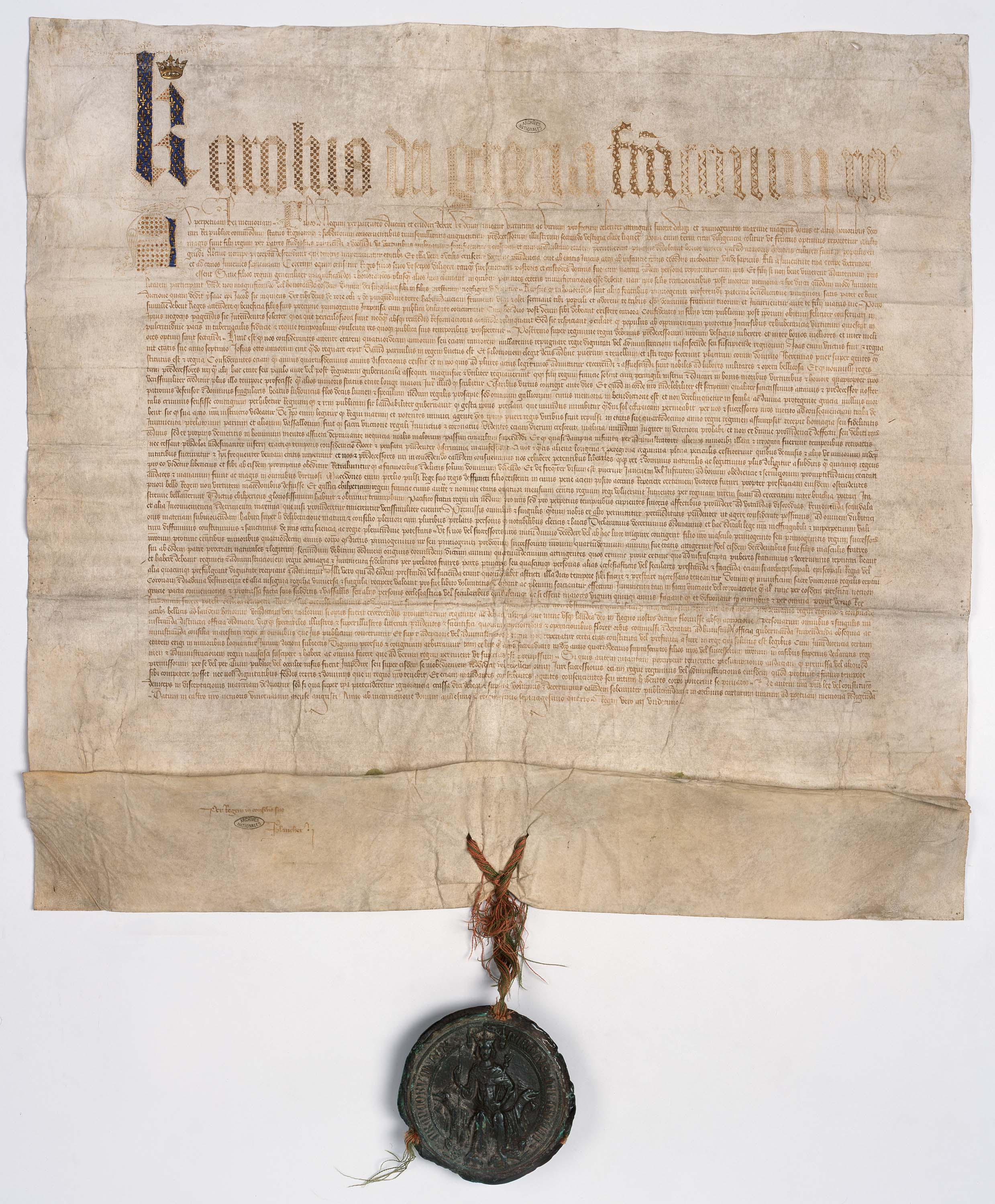
Ордонанс короля Карла V, устанавливающий совершеннолетие королей Франции в 14 лет и организацию регентства. Национальные архивы AE-II-395.

### Средние века
Практика регентства во Франции восходит к Средневековью. Первое официальное упоминание о регенте относится к 1316 году, когда Филипп V стал регентом после смерти своего брата Людовика X. В этот период регентство часто осуществлялось членами королевской семьи или высокопоставленными дворянами.

### Эпоха Возрождения
В XVI веке регентство стало более формализованным. Например, Екатерина Медичи неоднократно исполняла обязанности регента при своих сыновьях Карле IX и Генрихе III. Регентство часто использовалось для сохранения стабильности в период несовершеннолетия монарха.

### Эпоха абсолютизма
В XVII веке регентство стало важным инструментом управления. Например, Анна Австрийская была регентом при своём сыне Людовике XIV, а Филипп II Орлеанский — при Людовике XV. В этот период регентство часто сопровождалось политическими интригами и борьбой за власть.

### Революция и XIX век
Во время Французской революции институт регентства был временно упразднён, но восстановлен в период Реставрации Бурбонов. В XIX веке регентство использовалось в периоды несовершеннолетия монархов, таких как Людовик XVII и Наполеон II.

## Функции и полномочия
Совет регентства обладал широкими полномочиями, включая:
- Управление государственными делами.
- Подписание указов и законов.
- Контроль над армией и финансами.
- Представительство короля на международной арене.

## Известные регенты
- Филипп V Длинный (1316)
- Екатерина Медичи (1560–1563, 1574)
- Анна Австрийская (1643–1651)
- Филипп II Орлеанский (1715–1723)
- Луи-Филипп I (1830)